# George Michael
George Michael, (rojen kot Georgios Kyriacos Panayiotou), angleški pevec, tekstopisec in glasbenik, * 25. junij 1963, London, Združeno kraljestvo † 25. december 2016, Goring-on-Thames, Združeno Kraljestvo. 
Zaslovel je v zgodnjih 1980. letih kot del dueta Wham!, ki je sproduciral nekaj svetovnih hitov, med njimi »Last Christmas« in »Wake Me Up Before You Go-Go«, kasneje pa se je posvetil solo karieri in tudi v tej vlogi nanizal več uspešnic (ena od bolj znanih je »Faith«). Sodeloval je z glasbeniki, kot so Aretha Franklin, Elton John in člani skupine Queen po smrti Freddieja Mercuryja. Bil je tudi izpričan homoseksualec in aktivist za pravice LGBT skupnosti. 

## Zgodnje življenje
George Michael, takrat imenovan Georgios Kyriacos Panayiotou, se je rodil 25. junija 1963 v Londonu, očetu Kyriacos Panayiotou in materi Lesley Angold. Medtem, ko je Panayiotou odraščal, se je družina preselila v Radlett, kjer je Panayiotou obiskoval šolo Roe Green Junior in srednjo šolo Kingsbury. Na šoli Bushey Meads v Busheyju se je srečal in kasneje spoprijatelji z bodočim glasbenikom dueta Wham!, Andrew Ridgeleyem. Oba sta imela enake poklicne ambicije, da sta glasbenika. V začetku svoje glasbene kariere je Panayiotou odšel v londonsko podzemlje, kjer je izvajal glasbo britanske skupine Queen. Ob začetku svoje glasbene kariere si je spremenil ime in se poimenoval "George Michael".  

## Wham
Leta 1981 sta Michael in njegov sošolec Andrew Ridgeley ustanovila britanski glasbeni duet Wham!
Prvi album Fantastično! je bil uspešno izdan in v enem letu so izdali svoj prvi singl "Wham Rap! (Enjoy What You Do)". Naslednja izdaja, "Young Guns (Go For It)", je bila prva od številnih zaporednih uspešnic Top 10 v Veliki Britaniji. Sledila je izdaja skladb "Bad Boys", "Club Tropicana", "Wake me up before you Go Go", "Freedom," Last Christmas / Everything She Wants "in" I'm Your Man ", pa tudi še en album, Make It Big . George Michael je zapel tudi na izvirnem snemanju skupine Aid, v pesmi "Do They Know It's Christmas Time?"in prispeval izkupiček od singla" Last Christmas / Everything She Wants "v dobrodelne namene. V ozadju je zapela z uspešnico Davida Cassidyja iz leta 1985 " Zadnji poljub. "
Z uspehom samostojnih izdaj "Careless Whisper" (1984) v "A Different Corner" (1986), je duet Wham leta 1986 izvedel svoj zadnji koncert v Wembleyju, preden je duet Wham poleti 1986, po petih letih delovanja propadel. Michaela je še pred propadom dueta začela navduševati glasba, ki je bila bolj namenjena za prefinjen odrasli trg zato se je odločil za prenehanje delovanja dueta. 

## Poznejša glasbena kariera
Ko je Michael postal solo glasbeni izvajalec, je več let negativno govoril o duetu Wham!, delno zaradi medijskega poročanja o Ridgeleyju. Michael je govoril o pritisku, ki ga je ohranil v tem, da je bil duet finančno zlorabljen. Zaničljivo je govoril o svojih skladbah, ki so jih objavili, o skladbah z debitantskim albumom Fantastic. 
Leta 1987 Michael šokiral javnost z izdajo skladbe "Želim tvoj seks" zaradi česar je radijska postaja prepovedala predvajanje te pesmi. Vendar je Michael svojo prvo nagrado za samostojno delo dobil leta 1988, prejel je nagrado Grammy za najboljšo R&B izvedbo - Duo ali Group z Vocalom. Leta 1991 je prejel še eno nagrado Grammy, tokrat za skladbo "Svoboda! '90 'in začel koncertno turnejo z  naslovom Cover to Cover. 
20. aprila 1992 je Michael nastopil na slavnem koncertu v spomin Freddieja Mercurya. Koncert je v živo snemalo in spremljalo več kamer in javnosti iz vsega sveta.  
Michael je v naslednjih letih veliko preživel v studiu in pisal naslednje glasbene albume. 1. marca 2004 je izdal album, ki kopira njegov prvi album Amazing. Album je poln zelo osebnih pesmi, ki beležijo umetnikove globoke izkušnje in misli, pa tudi pesmi, ki komentirajo bolečine sodobnega sveta. Michael je hkrati sporočil, da se namerava po izdaji svojega naslednjega albuma umakniti iz svojega javnega življenja in svoje pesmi objaviti na spletu ter jih dati svojim oboževalcem brezplačno ali za prostovoljno donacijo v dobrodelne namene. Oboževalci po vsem svetu so navdušeno sprejeli album. V ZDA predvsem zaradi intervjuja v šovu Oprah Winfrey, je bil album cenjen kot velik odmev Georgea Michaela. Tudi v svoji domovini je bil Michael cenjen - aprila letos ga je Radijska akademija počastila kot najbolj poslušanega umetnika v Veliki Britaniji. 
12. avgusta 2012 je nastopil na zaključni slovesnosti XXX. poletnih olimpijskih igrah v Londonu.

## Smrt
V zgodnjih urah 25. decembra 2016 je George Michael umrl v svoji postelji na svojem domu v Goring-on-Temzi, star 53 let. V njegovi spalnici ga je mrtvega našel njegov avstralski partner Fadi Fawaz. 
Marca 2017 je višji preiskovalec smrti v Oxfordshiru razglasil, da je bil vzrok Michaelove smrti dilatativna kardiomiopatija z miokarditisom in zamaščenost jeter. 
Zaradi zamude pri ugotavljanju vzroka smrti je Michaelov pogreb potekal 29. marca 2017. Na zasebni slovesnosti je bil pokopan na pokopališču Highgate v severnem Londonu, blizu materinega groba. Tistega poletja je bil zunaj njegovega nekdanjega doma v Highgateu ustvarjen neformalni spominski vrt.

## Spomini
Elton John je bil med tistimi, ki so se poklonili Michaelu, čustveno nagovoril občinstvo v Las Vegasu 28. decembra: "Kakšen pevec, kakšen tekstopisec. Toda kot človek je bil eden najbolj prijaznih, najslajših, najbolj radodarnih ljudi, kar sem jih kdaj srečal. " Na 59. letnih podelitvah grammyjev 12. februarja 2017 je Adele izvedla upočasnjeno različico "Fastlove" v počastitev Michaelu. 22. februarja je vodilni pevec Coldplaya Chris Martin na Britanskih nagradah 2017, zapel "Drugačen kotiček". Junija je Michaelova tesna prijateljica, nekdanja članica Spice Girls Geri Halliwell, izdala dobrodelni singel "Angels in Chains", ki mu je v čast, da bi zbral denar za Childline. 